# Inge Wolffberg

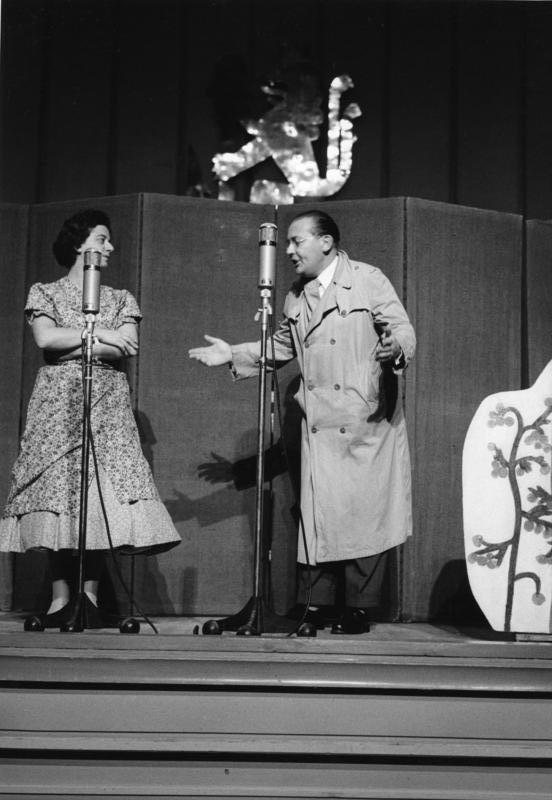
Inge Wolffberg mit Rolf Ulrich bei einem Gastspiel der Stachelschweine in Düsseldorf, 1956

Inge Wolffberg (auch Ingeborg Wolffberg) (* 6. September 1924 in Berlin-Charlottenburg; † 4. März 2010 ebenda) war eine deutsche Schauspielerin, Synchronsprecherin und Kabarettistin.

## Leben
Inge Wolffberg besuchte die Schauspielschule „Der Kreis“ (Fritz-Kirchhoff-Schule) in Berlin und erhielt nach Kriegsende im Jahr 1945 ein Engagement am Landestheater Potsdam. Im Januar 1950 kam sie zu dem Berliner Kabarett Die Stachelschweine, dessen Ensemble sie bis Ende der 1960er Jahre angehörte. Sie trat aber auch am Theater am Kurfürstendamm, Renaissance-Theater, an der Komödie und am Hansa-Theater auf.

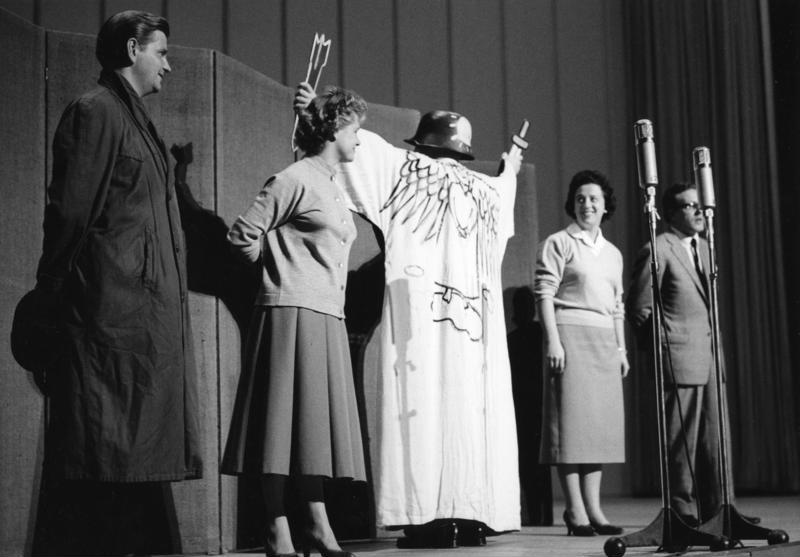
Inge Wolffberg (zweite von rechts) bei einem Auftritt der Stachelschweine in Berlin, 1956

Ab Mitte der 1950er Jahre war Wolffberg in vielen Spielfilmen zu sehen. Im zweiten Teil der Filmreihe Die Lümmel von der ersten Bank verkörperte sie an Stelle von Ruth Stephan die Studienrätin Pollhagen. Sie wirkte auch in unzähligen Fernsehfilmen und -serien mit. In Loriots Pappa ante portas spielte sie 1991 die Putzfrau Frau Kleinert im Hause Lohse. Auch übernahm sie die Rolle als Tante Elli in der Kinderserie Löwenzahn.
Daneben war sie in der Filmsynchronisation tätig und lieh ihre Stimme unter anderem Shelley Winters, Madge Ryan, Rosemary Murphy, Kathleen Freeman, Judith Furse, Hattie Jacques und Joan Sims. In den beiden Disney-Zeichentrickfilmen Aristocats (1970) und Robin Hood (1973) übernahm sie jeweils den Sprechpart von Carole Shelley für die Figuren Amalie Gabble und Lady Kluck; bei Herr Rossi sucht das Glück synchronisierte sie die Fee. In der deutschen Synchronfassung von Krieg der Sterne sprach sie Tante Beru.
Die letzten anderthalb Jahre ihres Lebens verbrachte Inge Wolffberg in einem Berliner Pflegeheim.
Inge Wolffberg starb am 4. März 2010 im Alter von 85 Jahren in Berlin. Wolffbergs Tod wurde der Öffentlichkeit erst fünfeinhalb Wochen später bekannt. Ihre Urne wurde am 26. April 2010 auf dem Friedhof Wilmersdorf im gleichnamigen Berliner Ortsteil anonym beigesetzt, Grabstelle C4 II Ug.

## Filmografie
- 1953: Ach, du liebe Freiheit
- 1955: Die 10 war ihr Schicksal
- 1955: Eine Frau genügt nicht?
- 1957: Unter Palmen am blauen Meer
- 1958: Solang noch Untern Linden
- 1958: Viel Lärm um nichts
- 1958: Das verbotene Paradies
- 1958: Meine 99 Bräute
- 1959: Und das am Montagmorgen
- 1960: Heldinnen
- 1961: Die italienische Reise von Johann Wolfgang von Goethe
- 1961: Macky Pancake
- 1963: Schloß Gripsholm
- 1966: Bei Pfeiffers ist Ball
- 1967: Im Ballhaus ist Musik – Ein Altberliner Tanzvergnügen
- 1967: Der Revisor
- 1968: Im Ballhaus wird geschwoft
- 1968: Zum Teufel mit der Penne
- 1969: Klassenkeile
- 1969: Van de Velde: Das Leben zu zweit – Die Sexualität in der Ehe
- 1969: Helgalein
- 1970: Was ist denn bloß mit Willi los?
- 1971: Drüben bei Lehmanns (Fernsehserie)
- 1971: Das Ding an sich – und wie man es dreht
- 1971: Rosy und der Herr aus Bonn
- 1971: Tatort: Der Boss
- 1972: Hofball bei Zille
- 1972: Die keusche Susanne
- 1973: Alle lieben Célimare
- 1973: So’n Theater
- 1974: Tatort: Mord im Ministerium
- 1975: Beschlossen und verkündet (Fernsehserie) – Episode Jean
- 1976: Lieb Vaterland magst ruhig sein
- 1977–1991: Drei Damen vom Grill (Fernsehserie)
- 1978: Ein Mann will nach oben
- 1978: Die Faust in der Tasche
- 1979: Vater einer Tochter
- 1979: Die Koblanks
- 1979: Rund um die Uhr (Fernsehserie)
- 1980: Ein verrücktes Paar
- 1980: Mein Gott, Willi!
- 1981–2005: Löwenzahn
- 1981: Die kluge Witwe
- 1981: Der rote Strumpf
- 1982: Die Klassefrau
- 1982: Schmalzstullentheater
- 1983: Die Beine des Elefanten
- 1983: Geschichten aus der Heimat (Fernsehserie) Folge: Das Silvesterbaby
- 1984: Das Geschenk
- 1985: Didi und die Rache der Enterbten
- 1986: Berliner Weiße mit Schuss (Fernsehserie), Episoden Der Leihvater/Was kostet das Hündchen?/Bargeflüster/Der Aussteiger/Der Champion
- 1986: Wenn schon, denn schon
- 1986: Ein Heim für Tiere (Fernsehserie, eine Folge)
- 1986–1991: Die Wicherts von nebenan
- 1987: Praxis Bülowbogen
- 1987: Lang soll er leben
- 1987: Wartesaal zum kleinen Glück
- 1988: Justitias kleine Fische
- 1989: Letzten Sommer in Kreuzberg
- 1991: Pappa ante portas
- 1992: Felix und 2x Kuckuck
- 1993: Loriots 70. Geburtstag
- 1993: Cluedo – Das Mörderspiel
- 1995: Der Mond scheint auch für Untermieter
- 1995: Sonny Boys
- 1997: Benny allein gegen alle
- 2000: Seitensprung ins Glück
- 2002: Dr. Sommerfeld – Neues vom Bülowbogen (Fernsehserie), Episode Notlügen
- 2001: Unser Charly (Fernsehserie), Episode Dicke Luft
- 2002: Edgar Wallace – Die vier Gerechten

## Synchronrollen (Auswahl)
Quelle: Deutsche Synchronkartei
| Schauspielerin      | Film/Serie                                                | Rolle                              |
| ------------------- | --------------------------------------------------------- | ---------------------------------- |
| Angela Paton        | Familienfeste und andere Schwierigkeiten                  | Frau im Flugzeug                   |
| Anna Manahan        | Eine Geschichte zweier Städte                             | Die Rächerin                       |
| Anna Meegan         | Im Namen des Vaters                                       | Großmutter Conlon                  |
| Carole Shelley      | Aristocats                                                | Amalie, die Gans                   |
| Carole Shelley      | Robin Hood                                                | Lady Kluck                         |
| Clara Kimball Young | Sie heiratet den Chef                                     | Miss Parsons                       |
| Doris Roberts       | Remington Steele (Fernsehserie)                           | Mildred Krebs                      |
| Eddra Gale          | Lass mich küssen deinen Schmetterling                     | Liebeslady                         |
| Elizabeth Spriggs   | Alice im Wunderland                                       | Die Herzogin                       |
| Elsa Janssen        | Die Stubenfee – Lied zu verschenken                       | Severina                           |
| Esther Grotes       | Kazablan                                                  | Maryoma                            |
| Fran Ryan           | Hollywood – Intim und Indiskret (Fernsehserie)            | Nina Carrolle                      |
| Golda Casimir       | Zirkus des Todes (Synchro 1994)                           | die Bärtige                        |
| Hattie Jacques      | Das Total verrückte Campingparadies                       | Miss Haggared                      |
| Helen Burns         | Stromopoly – Der Strom, das Gas, die Liebe (Synchro 1989) | Ruby Blue                          |
| Hermione Gingold    | The Music Man                                             | Eulalie MacKechnie                 |
| Jane Connell        | Hausbesuche                                               | Mrs. Conway                        |
| Jane Withers        | Hart aber herzlich                                        | Roxy McGuane                       |
| Joan Shawlee        | Hart aber herzlich                                        | Marie                              |
| Joan Sims           | Die Total verrückte Königin der Amazonen (Synchro 1980)   | Lady Evelyn Bagley                 |
| Joan Sims           | Ein Total verrückter Urlaub                               | Cora Flange                        |
| Judith Furse        | Ist ja irre – Diese müde Taxifahrer                       | resolute Frau                      |
| Judith Furse        | Ist ja irre – Agenten auf dem Pulverfass                  | Dr. Crow                           |
| Justine Johnston    | 9 1/2 Wochen                                              | Verkäuferin in der Bettenabteilung |
| Kathleen Freeman    | Die Nackte Kanone 33 1/3                                  | Muriel                             |
| Kathleen Freeman    | Richie Rich – Die Wunschmaschine                          | Miss Peabody                       |
| Kathy Staff         | Mary Reilly                                               | Mrs. Kent                          |
| Lu Leonard          | Annie                                                     | Mrs. Pugh                          |
| Lu Leonard          | Micki & Maude                                             | Schwester Verbeck                  |
| Lu Leonard          | Kuffs – Ein Kerl zum Schießen                             | Harriet                            |
| Lucille Benson      | Halloween 2 – Das Grauen kehrt zurück                     | Mrs. Elrod                         |
| Mabel King          | Die Geister, die ich rief                                 | Gramma                             |
| Malka Kornstein     | Der Staranwalt von Manhattan (Synchro 1984)               | Sarah Becker                       |
| Marisa Fabbri       | Vier Fliegen auf grauem Samt                              | Amelia                             |
| Mary Wickes         | Grüße aus Hollywood                                       | Grandma                            |
| Natalie Core        | Höllenwut                                                 | Mrs. Stewart                       |
| Paulette Dubost     | Wenn Louis eine Reise tut                                 | Germaine Berger                    |
| Peggy Rea           | Zurück aus der Hölle (Synchro 1991)                       | Mamaw                              |
| Shelley Winters     | Der Mieter                                                | Concierge                          |
| Shelley Winters     | Elliot, das Schmunzelmonster                              | Lena Gogan                         |
| Shelley Winters     | Elvis                                                     | Gladys Presley                     |
| Tsilla Chelton      | Der Clou der Madame P.p.                                  | Madame Rose                        |
| Viola Harris        | Harry außer sich                                          | Elsie                              |
| Virginia Brissac    | Die Kleinen Füchse (Synchro 1974)                         | Mrs. Hewitt                        |
| Winnie Collins      | Bonanza (Fernsehserie)                                    | Mrs. Brown                         |
| Zaharira Charifai   | Judith                                                    | Doktor Rachel                      |

## Hörspiele (Auswahl)
- 1955: Wolfdietrich Schnurre: Spreezimmer möbliert (Rosa, Kommunistin) – Regie: Hanns Korngiebel (RIAS Berlin)[7]
- 1960: Wolfgang Neuss, Herbert Kundler: Der Mann mit der Pauke in „Wir Kellerkinder“. Ein deutscher Heimatfilm von Wolfgang Neuss, zum Hören eingerichtet von Herbert W. Kundler (Mutter Prinz) – Regie: Wolfgang Spier (RIAS Berlin / NDR)[7]
- 1961–1962: Werner Brink: Es geschah in Berlin (Inge Wolffberg sprach in über 40 Folgen) – Regie: Werner Völkel, Werner Oehlschläger (RIAS Berlin)[8]
- 1961: Thierry: Pension Spreewitz (Die böse Frau Nadler, Folge 85, Erstsendung 1. April 1961) (Frau Paul) – Regie: Ivo Veit (RIAS Berlin)[9]
- 1961: Thierry: Pension Spreewitz (Bersekow's verunglücktes Familienbild, Folge 88, Erstsendung 13. Mai 1961) (Frau Paul) – Regie: Ivo Veit (RIAS Berlin)[9]
- 1961: Thierry: Pension Spreewitz (Das verlorene Portemonnaie, Folge 97, Erstsendung 14. Oktober 1961) (Frau Paul) – Regie: Ivo Veit (RIAS Berlin)[9]
- 1962: Thierry: Pension Spreewitz (Die Pelzmütze, Folge 104, Erstsendung 20. Januar 1962) (Frau Paul) – Regie: Ivo Veit (RIAS Berlin)[9]
- 1962: Thierry: Pension Spreewitz (Frau Wurms Auto, Folge 106, Erstsendung 17. Februar 1962) (Frau Paul) – Regie: Ivo Veit (RIAS Berlin)[9]
- 1962: Thierry: Pension Spreewitz (Der Ausflug, Folge 121, Erstsendung 13. Oktober 1962) (Frau Paul) – Regie: Ivo Veit (RIAS Berlin)[9]
- 1964–1978: Diverse Autoren: Damals war's – Geschichten aus dem alten Berlin (in sieben Geschichten mit 70 Folgen hatte sie eine durchgehende Rolle) – Regie: Ivo Veit u. a. (insgesamt 40 Geschichten in 426 Folgen) (RIAS Berlin)[10]